# ガストロノミー
ガストロノミー（仏: gastronomie、英: gastronomy）とは、食事と文化の関係を考察することをいう。料理を中心として、様々な文化的要素で構成される。すなわち、食や食文化に関する総合的学問体系と言うことができ、美術や社会科学、さらにはヒトの消化器系の点から自然科学にも関連がある。

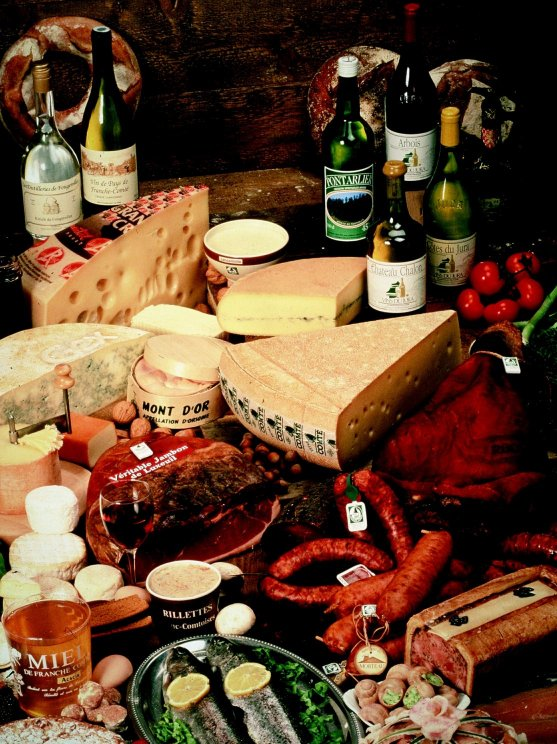
美食、ガストロノミーのイメージ

## 定義
ガストロノミーとは、贅沢あるいは先鋭的な料理を調理して味わうことだけを指すと理解されがちだが、それらは分野の一部にすぎない。転じて、レストラン・ガストロノミックと、（料理としての）格が高いフランス料理のレストランや高級食材店名の冠としても用いられる。こうした傾向は、フランス国内の枠だけに留まらず、イタリアなどヨーロッパ各地域の料理においても広く用いられる。
ガストロノミーを実践する人を、食通あるいはグルメなどと呼ぶが、彼らの主な活動は、料理にまつわる発見、飲食、研究、理解、執筆、その他の体験に携わることである。料理にまつわるものには、舞踊・演劇・絵画・彫刻・文芸・建築・音楽、言い換えれば、芸術がある。だがそれだけでなく、物理学・数学・化学・生物学・地質学・農学、さらに人類学・歴史学・哲学・心理学・社会学も関わりがある。
特に、調理とガストロノミーへの科学の適用は、近年では分子ガストロノミーと呼ばれるようになっている。また、食品の原産地や製造元を訪問したり、料理教室に参加するといった食に関する観光活動は「ガストロノミー・ツーリズム」と呼ばれている。

## 名称
この言葉の意味は「フランスの食文化」である。日本では美食術、美食学とも訳されることが多い。

## 歴史
整った研究としては、19世紀の、法律家であり美食家でもあったジャン・アンテルム・ブリア＝サヴァランの著書『美味礼讃』にまで遡れる。それまでのレシピ本と違い、感覚と食べ物の関係を考察し、食卓での楽しみを科学として取り上げた。
用語「ガストロノミー」は、古代ギリシャ語の「ガストロス」（γαστρος、消化器）+「ノモス」（νομος、学問）から成る合成語である。17世紀にまで遡れるが、紀元前4世紀の古代ギリシアのアルケストラトスの叙事詩によるとする説もある。広く使われるようになったのは、『美味礼讃』の副題に「超絶的ガストロノミーの随想」と付けられて以後である。
また2004年には、スローフード運動の発起人らがイタリアのブラに食科学大学を設立している。
2019年6月には、岩手県宮古市で「三陸国際ガストロノミー会議2019」が、東日本大震災からの復興プロジェクトの一つとして開催された。